# Adalyn Grace

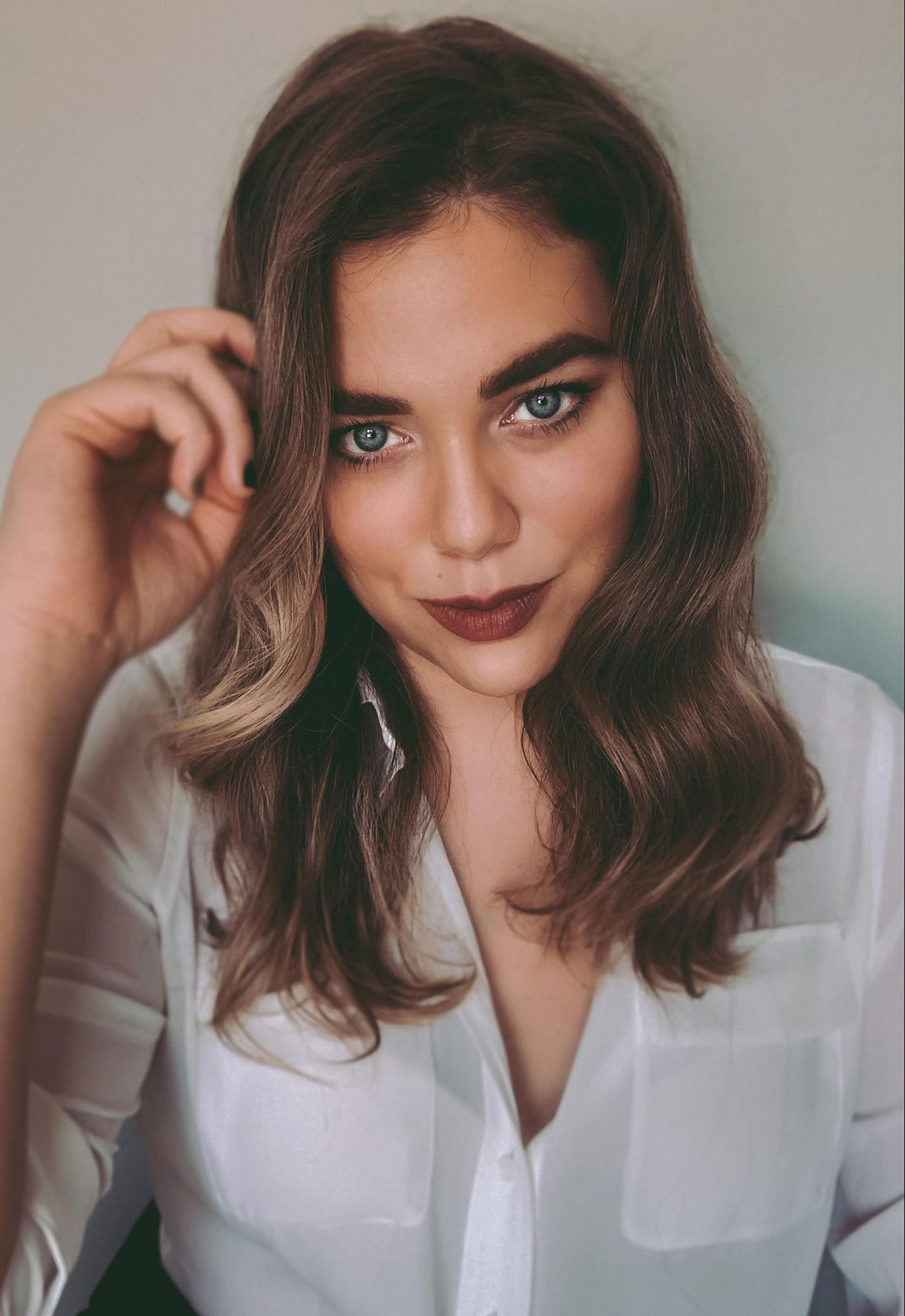
Adalyn Grace, 2020

Adalyn Grace (* 1. März 1994) ist eine US-amerikanische Romanautorin. Sie wurde durch den New-York-Times-Bestseller All the Stars and Teeth bekannt, der am 4. Februar 2020 bei Macmillan Publishers veröffentlicht wurde.

## Lebenslauf
Adalyn Grace zog im Alter von 18 Jahren nach Kalifornien um ein Praktikum beim Nickelodeon Animation Studio zum Thema The Legend of Korra zu absolvieren. Im Alter von 23 Jahren, publizierte sie im Rahmen eines sechsstelligen Dollar-Vertrags ihr Erstlingswerk einer Young-Adult-Fantasy-Serie bei Macmillan Publishers. Das Buch schaffte es bis auf Platz 2 der New York Times Bestseller-Liste und wurde von Entertainment Weekly, Marie Claire und Entertainment Weekly gelobt.
Ihr nach Fluch der sieben Seelen zweites Buch Erbe der sieben Inseln erschien im Februar 2021.
Sie lebt in San Diego, Kalifornien. Ihr Studium absolvierte sie an der Arizona State University, nachdem sie zuvor in einem Theater und einer gemeinnützigen Zeitschriftenverlag gearbeitet hatte.

## Werke
- Fluch der sieben Seelen (All the Stars and Teeth, 4. Februar 2020)
- Erbe der sieben Inseln (All the Tides of Fate, voraussichtlich 2. Februar  2021)
- Belladonna[7]
- Foxglove